# Incidente de Mongolia Interior
El Incidente de Mongolia Interior (en chino tradicional: 內人黨事件; en chino simplificado: 内人党事件), también conocido como Purga de Partido de la revolución popular de Mongolia Interior (chino tradicional: 內蒙古人民革命黨肅清事件; chino simplificado: 内蒙古人民革命党肃清事件), fue una purga política masiva durante la Revolución Cultural en Mongolia Interior, China. La purga fue apoyada por el Comité Central del Partido Comunista de China y fue dirigida por Teng Haiqing, un teniente general (zhong jiang) del Ejército Popular de Liberación. Tuvo lugar entre 1967 y 1969, durante el cual más de un millón de personas fueron clasificadas como miembros del Partido de la revolución popular de Mongolia Interior (PRP) ya disuelto; El linchamiento y la masacre directa resultaron en la muerte de decenas de miles, la mayoría de los cuales eran mongoles.
Según la querella oficial de la Fiscalía Suprema del Pueblo en 1980 después de la Revolución Cultural, durante la purga, 346 mil personas fueron arrestadas, más de 16 mil fueron perseguidas hasta la muerte o asesinadas directamente, y más de 81 mil sufrieron heridas permanentes y discapacidades. Otras estimaciones han puesto un número de muertos entre 20 mil y 100 mil, mientras que cientos de miles fueron arrestados y perseguidos, y más de un millón de personas se vieron afectadas.
Después de la Revolución Cultural, la purga fue considerada como un "error" y las víctimas fueron rehabilitada por el Partido Comunista de China (PCCh) durante el período "Boluan Fanzheng", pero el comandante de la purga, Teng Haiqing, no recibió ningún juicio o castigo legal porque el Comité Central del PCCh pensó que había logrado logros durante las guerras en el pasado. Por otro lado, algunos de los afiliados de Teng recibieron varias penas de prisión, con un afiliado mongol principal condenado a 15 años de prisión.

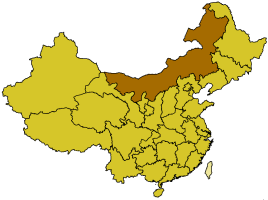
Mongolia Interior

## Antecedentes históricos

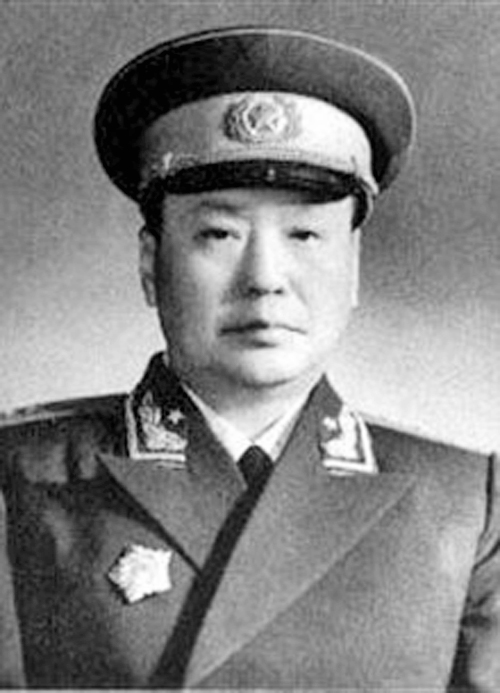
Ulanhu (乌兰夫)

En mayo de 1966, Mao Zedong lanzó la Revolución Cultural. Del 7 de junio al 20 de julio, Ulanhu (乌兰夫), entonces presidente de la Región Autónoma de Mongolia Interior de China, fue ampliamente criticado como un "activista antipartido" y perseguido. También fue criticado por líderes centrales como Liu Shaoqi y Deng Xiaoping, quienes pronto fueron perseguidos en la Revolución. El 16 de agosto, Ulanhu fue despedido de sus cargos y fue arrestado en su casa en Pekín.
En mayo de 1967, Teng Haiqing (滕海清) se convirtió en el líder de la Región Militar de Mongolia Interior. El 27 de julio de 1967, la rama norte del Comité Central del Partido Comunista de China anunció que Ulanhu había cometido cinco crímenes, incluidos el antimaoísmo, el antisocialismo, el separatismo, etc. Con el apoyo de Lin Biao, Jiang Qing y Kang Sheng, Teng Haiqing lanzó una purga masiva que tenía la intención de "desenterrar" el "veneno de Ulanhu" en Mongolia Interior.
Durante el movimiento, se afirmó que el Partido Revolucionario del Pueblo de Mongolia Interior (PRP), ya disuelto, se restableció y creció en el poder desde 1960. Ulanhu fue acusado de ser el líder de dicho partido. Al menos cientos de miles de personas fueron clasificadas como miembros del PRP, a quienes se consideraba separatistas y perseguidos. Durante la purga, el idioma mongol fue prohibido en las publicaciones y los mongoles fueron acusados de ser "los hijos y herederos de Gengis Kan".

## La masacre

### Métodos de torturar y matar

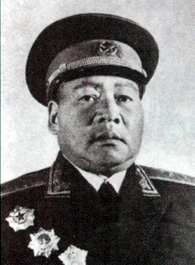
Teng Haiqing (滕海清)

Los métodos utilizados para linchar y matar durante la purga incluían la marca con planchas calientes, la alimentación de desechos del horno, la eliminación de hígados, colgar, cortar lenguas y narices, perforar uñas, perforar vaginas, verter agua salina caliente en las heridas y más.

### Número de muertos
Según la querella oficial de la Fiscalía Suprema del Pueblo en 1980 después de la Revolución Cultural, durante la purga, 346 mil personas fueron arrestadas, más de 16 mil fueron perseguidas hasta la muerte o asesinadas directamente, y más de 81 mil sufrieron heridas permanentes y discapacidades.
Otras estimaciones incluyen:
- Según el erudito Ba He (巴赫): cerca de 100,000 personas fueron asesinadas, 700,000-800,000 fueron arrestadas y perseguidas, y más de un millón fueron afectadas.[9]
- Según el historiador Song Yongyi (宋永毅) de la Universidad Estatal de California, Los Ángeles: una fuente no oficial señala que el número de muertos fue de al menos 40,000; 140,000 alcanzaron el punto de deformidad permanente, y casi 700,000 fueron perseguidos.[6]
- Según el historiador Lhamjab A. Borjigin (拉幕札部), quien fue arrestado y procesado por el gobierno chino en 2019 por realizar investigaciones relevantes: al menos 27,900 fueron asesinados y 346,000 fueron encarcelados y torturados.[11][13][18]

## Rehabilitación
Después de la Revolución Cultural, el nuevo líder supremo de China, Deng Xiaoping, lanzó el programa "Boluan Fanzheng" para corregir los errores de la Revolución. Con la ayuda de Hu Yaobang, se rehabilitaron víctimas de más de 3 millones de "casos injustos, falsos e injustos (冤假错案)".
El incidente de Mongolia Interior fue considerado como un "error" y sus víctimas fueron rehabilitadas en 1979 durante el período "Boluan Fanzheng". El Partido Comunista de China culpó de toda la purga a "la Banda de los Cuatro y la camarilla de Lin Biao". Los ensayos para la Banda de los Cuatro comenzaron en 1980.
En la década de 1980, hubo llamados a juicio contra Teng Haiqing, el comandante de la purga, pero el Comité Central del PCCh pensó que Teng había logrado logros durante las guerras en el pasado y que no tendría que asumir la responsabilidad de la purga. Por otro lado, algunos de los afiliados de Teng recibieron varias penas de prisión, con un principal afiliado mongol, Wu'er Bagan (乌兰巴干), sentenciado a 15 años de prisión.